# Тига Кеј (Јужна Каролина)
Тига Кеј (енгл. Tega Cay) град је у америчкој савезној држави Јужна Каролина.

## Демографија
По попису из 2010. године број становника је 7.620, што је 3.576 (88,4%) становника више него 2000. године.
| Група             | 2000.         | 2010.         |
| Белци             | 3.849 (95,2%) | 6.872 (90,2%) |
| Афроамериканци    | 86 (2,1%)     | 232 (3,0%)    |
| Азијати           | 33 (0,8%)     | 151 (2,0%)    |
| Хиспаноамериканци | 37 (0,9%)     | 254 (3,3%)    |
| Укупно            | 4.044         | 7.620         |